# أليساندرو دي مارشي (موسيقي)
أليساندرو دي مارشي (بالإيطالية: Alessandro De Marchi)‏ هو موزع وموسيقي إيطالي، ولد في 1962 في روما في إيطاليا.

## وصلات خارجية
- أليساندرو دي مارشي على موقع ميوزك برينز (الإنجليزية)
- أليساندرو دي مارشي على موقع أول ميوزيك (الإنجليزية)
- أليساندرو دي مارشي على موقع ديسكوغز (الإنجليزية)